# Delfim Jorge Esteves Gomes
Delfim Jorge Esteves Gomes (* 1. Januar 1962 in Bragança) ist ein portugiesischer römisch-katholischer Geistlicher und Weihbischof in Braga.

## Leben
Delfim Jorge Esteves Gomes studierte Philosophie und Katholische Theologie am Priesterseminar in Porto. In den 1980er Jahren war Gomes Mitbegründer einer Studentenbewegung in Bragança und einer Studentenvereinigung an der Theologischen Fakultät der Katholischen Universität Portugal, als dessen Vorsitzender er später fungierte. Am 3. September 1989 empfing er durch den Bischof von Bragança-Miranda, António José Rafael, das Sakrament der Priesterweihe.
Gomes war zunächst als Studienpräfekt und später als Subregens am Priesterseminar São José in Bragança tätig, bevor er 1992 Rektor der Wallfahrtskirche Nossa Senhora da Assunção in Vilas Boas und Pfarrer in solidum des gleichnamigen Pfarrverbands sowie Koordinator für die pastorale Ausbildung am Priesterseminar São José und bischöflicher Delegat für den Klerus wurde. Als Pfarrer initiierte er die Gründung des Sozialzentrums São Bartolomeu in Vila Flor. Ferner gehörte er ab 1992 dem Priesterrat, dem Konsultorenkollegium und dem Diözesanpastoralrat des Bistums Bragança-Miranda an. Von 1995 bis 2012 war Gomes zudem Erzpriester von Vila Flor. Ab 1997 unterrichtete er außerdem an der Escola EB 2,3/S in Vila Flor.
Darüber hinaus fungierte Delfim Jorge Esteves Gomes als Berater der Stiftung Mensageiro de Bragança, als Vorstandsmitglied der Vereinigung privater Sozialeinrichtungen im Distrikt Bragança, als Verantwortlicher für die Gruppe des Armutsbekämpfungsprojekts Vila Flor Solidária (1995–2000) sowie als Distriktkoordinator des Projekts Vida (1996–2000) und des Instituto Português da Droga e Toxicodependência (2000–2022). Von 2011 bis 2021 war er zudem Bischofsvikar für den Klerus. 2012 wurde Gomes zusätzlich Vizepräsident des Diözesaninstituts für den Klerus und 2016 Direktor des Diözesansekretariats für die katholische Bildung. Überdies gehörte er von 2016 bis 2022 dem nationalen Sekretariat für das katholische Bildungswesen an. Außerdem war er Präsident der Diözesankommissionen für die sakrale Kunst und für die Verwaltung der kirchlichen Güter. Daneben erlangte Gomes 2014 mit der Arbeit Pobreza e Relações Humanas. Contributos para superar a pobreza, a partir da mudança de relações („Armut und menschliche Beziehungen. Beiträge zur Überwindung der Armut durch die Veränderung von Beziehungen“) einen Master im Fach Katholische Theologie.
Am 7. Oktober 2022 ernannte ihn Papst Franziskus zum Titularbischof von Dumium und zum Weihbischof in Braga. Der Erzbischof von Braga, José Manuel Garcia Cordeiro, spendete ihm am 4. Dezember desselben Jahres in der Kathedrale von Bragança die Bischofsweihe; Mitkonsekratoren waren der Patriarch von Lissabon, Manuel Kardinal Clemente, und der emeritierte Bischof von Leiria-Fátima, António Kardinal Marto. Die Amtseinführung in Braga erfolgte am Folgetag. Sein Wahlspruch In dando quod accipis („Wer gibt, empfängt“) entstammt dem Gebet des heiligen Franziskus.